# Patrimoni documental
El patrimoni documental és un dels testimonis essencials de la trajectòria històrica i d'identitat d'una col·lectivitat. Els documents que l'integren constitueixen una herència fonamental que cal transmetre en les millors condicions a les generacions futures i els arxius són els centres encarregats de tractar, conservar i difondre aquest patrimoni.
A Catalunya, distribuïts arreu del territori, existeixen prop de tres-cents arxius que conserven documentació de tipologia molt diversa, documents textuals, audiovisuals, cartogràfics, electrònics, etc. Així mateix, aquests arxius poden pertànyer a l'administració pública (ajuntaments, diputacions, Generalitat...) a corporacions i entitats oficials (universitats, col·legis professionals...) i a entitats privades (arxius eclesiàstics, d'associacions i fundacions...).
Però els arxius, a més de ser una de les fonts primàries i primordials d'informació per a preservar la memòria històrica d'un país, són la base que fa possible l'aplicació d'un sistema de gestió dels documents. Actualment, els arxius incideixen en tots els àmbits dels processos que concerneixen els documents, des que s'han concebut fins que s'eliminen o es decideix conservar-los permanentment. Cal remarcar doncs, que el tractament arxivístic s'aplica tant a un pergamí medieval com un expedient de llicència d'obres des del mateix moment en què aquest ha estat generat per l'administració competent.